# Анджей Щепковський
Анджей Тадеуш Щепковський (пол. Andrzej Tadeusz Szczepkowski; 26 квітня 1923 — 31 січня 1997) — польський актор театру, кіно, радіо та телебачення; також театральний режисер і педагог, директор театру, сенатор.

## Біографія
Анджей Щепковський народився в м. Суха-Бескидзька. Диплом середньої школи він здав у 1938 році в 5-й державній гуманітарній школі в Кракові. У зв'язку з службовим переведенням батька до Львова в той же рік він почав навчатися в 4-му неокласичному ліцеї імені Яна Длугоша у Львові, який закінчив у 1940 році (вже при радянській окупації), отримавши радянський атестат зрілості. Під час німецької окупації працював шприцувальником вошей в Інституті досліджень висипного тифу та вірусів у Львові, який очолював професор Рудольф Вайгль. Театральну освіту здобув у Акторській студії Старого театру в Кракові, яку закінчив 1945 року. Актор театрів у Кракові, Познані, Катовицях і Варшаві. Виступав у спектаклях польського «театру телебачення» в 1955—1995 роках і в радіопостановках «театру Польського радіо». Викладач Театральної академії ім. А. Зельверовича у Варшаві з 1967 року. Голова Профспілки працівників культури і мистецтва (1964—1968); заступник голови і голова Союзу акторів польських сцен (1975—1982). Директор Драматичного театру у Варшаві (1966—1968). Член Сенату Польщі I-го скликання (1989—1991). Помер у Варшаві. Похований на Повонзківському цвинтарі.
Його тесть — письменник Ян Парандовський, дочка — актриса Йоанна Щепковська.

## Обрана фільмографія
- 1945 — 2 x 2 = 4
- 1948 — Останній етап / Ostatni etap
- 1957 — Капелюх пана Анатоля / Kapelusz pana Anatola
- 1958 — Калоші щастя / Kalosze szczęścia
- 1958 — Солдат королеви Мадагаскару / Żołnierz królowej Madagaskaru
- 1958 — Пан Анатоль шукає мільйон / Pan Anatol szuka miliona
- 1961 — Історія жовтої туфельки / Historia żółtej ciżemki
- 1962 — Велика, більша й найбільша / Wielka, większa i największa
- 1963 — Мансарда / Mansarda
- 1963 — Поважні гріхи / Zacne grzechy
- 1964 — Панянка у віконці / Panienka z okienka
- 1964 — Пінгвін / Pingwin
- 1965–1966 — Домашня війна / Wojna domowa
- 1966 — Пекло і небо / Piekło i niebo
- 1969 — Пан Володийовський / Pan Wołodyjowski
- 1970 — Нюрнбергский эпилог / Epilog norymberski
- 1971 — Блакитне, як Чорне море / Niebieskie jak Morze Czarne
- 1972 — Весілля / Wesele
- 1975 — Ночі й дні / Noce i dnie
- 1977 — Справа Горгонової / Sprawa Gorgonowej
- 1977 — Пристрасть / Pasja
- 1979 — Секрет Енігми / Sekret Enigmy
- 1980 — Королева Бона / Królowa Bona
- 1985 — Боденське озеро / Jezioro Bodeńskie
- 1995 — Аргумент про Басі / Awantura o Basię

## Нагороди
- 1954 — Медаль «10-річчя Народної Польщі».
- 1954 — Золотий Хрест Заслуги.
- 1966 — Нагорода «Комітету зі справ радіо й телебачення».
- 1966 — Командорський хрест Ордена Відродження Польщі.
- 1967 — Нагрудний знак 1000-ліття польської держави.
- 1974 — Медаль «30-річчя Народної Польщі».
- 1983 — Нагорода за роль — IX Опольські театральні зіставлення.